# فرامرز ظلی
فرامرز ظلی (زادهٔ ۱۱ خرداد ۱۳۲۱ – درگذشتهٔ ۱۲ فروردین ۱۴۰۴) دروازه‌بان و مربی فوتبال اهل ایران بود. وی سابقه بازی در باشگاه پاس، تاج تهران و تیم ملی فوتبال ایران را در کارنامه داشت.

## زندگی شخصی
فرامرز ظلی در محله باغشاه تهران به دنیا آمد. نسبت خانوادگی اش به ظل‌السلطان از شاهزادگان قاجار می‌رسد، ولی در زندگی هرگز در پی ارتباطی با قجری‌ها نبوده است. پدرش افسر بود و برای دو سال به مشهد منتقل شد تا دوباره به تهران بازگشت. نوجوانی اش با زندگی در نزدیکی میدان ژاله گذشت و حضور در زمین چهارصددستگاه فعالیت ورزشی اش را آغاز کرد. محله چهارصددستگاه پیشتر بزرگانی همانند: حسن حبیبی، مهدی لواسانی، فریبرز اسماعیلی را به فوتبال ایران معرفی کرده بود. در این دوران وی با اصغر شرفی، منوچهر حبیبی، اکبر اعتصام نیا و منوچهر زندی همبازی بود که با این تیم قهرمان رده خردسال (نوجوانان) تهران شد.
در زمان نوجوانی به ورزشگاه امجدیه می‌رفت و بازیهای امیر آقاحسینی دروازه‌بان تیم ملی و باشگاه شاهین تهران را تماشا می‌کرد. همچنین وجود لو یاشین دروازه‌بان نامی شوروی سابق باعث شد که به دروازه‌بانی علاقه‌مند شود.
نخستین باشگاه وی شرق نام داشت که یک سال در آن حضور داشت و بعد منحل شد. در سال ۱۳۴۰ در پی معرفی شدن به منصور امیرآصفی که کاپیتان تیم ملی و تیم کیان بود به این تیم ریشه دار پیوست و دو سال در کیان بازی کرد. درخشش در تیم کیان باعث شد که در سال ۱۳۴۱ و در زمان مربیگری حسین فکری برای نخستین بار به تیم ملی دعوت شود. سپس کارشناس و به باشگاه پاس پیوست و نزدیک به ۹ سال در این تیم بود.
وی در سال ۱۳۴۴ ازدواج کرد و دو دختر به نام‌های نیلوفر و نازنین دارد. رضاقلی‌میرزا ظلی که پسر عمویش می‌باشد خواننده معروف قدیمی بوده که در سال ۱۳۲۱ از دنیا رفته است.
در دوران فوتبالش بیشتر لباس مشکی می‌پوشید از این رو به «گربه سیاه» معروف شده بود. در اواخر دوران فوتبالش و به مدت یک سال و نیم به خاطر رفاتی که داشت به باشگاه تاج رفت. در تاج کمتر بازی کرد و حضورش باعث ایجاد انگیزه و تمرین برای ناصر حجازی بود. وی در سال ۱۳۵۱ و در سی سالگی از فوتبال خداحافظی کرد و سپس دوران مربیگری اش را بعد از مدت کوتاهی آغاز نمود.

## حضور در تیم ملی
در سال ۱۳۴۱ با انتخاب حسین فکری به تیم ملی دعوت شد و در نخستین سفر ورزشی با تیم ملی به پاکستان رفت. در آن زمان وی در کنار منصور امیرآصفی و پرویز قلیچ‌خانی از تیم کیان به تیم ملی دعوت شده بود و عزیز اصلی نیز دروازه‌بان شماره یک تیم ملی بود. وی سال‌ها ملی پوش بود و در سال ۱۳۴۸ نیز آخرین بازی ملی اش را مقابل تیم فوتبال عراق انجام داد. در جام ملتهای ۱۹۶۸ که در تهران برگزار شده بود با تیم ملی قهرمان آسیا شد. همچنین در دیدار مقابل با تیم ملی چکسلواکی که در آن زمان نایب قهرمان جهان بود و ژوزف ماسوپست مرد سال اروپا در سال ۱۹۶۲را در ترکیبش داشت درون دروازه ایران بود.

## مربیگری
در نخستین دوره عالی مربیگری که در تهران برگزار شد شرکت کرد و بعد از آن مدتی در کرمانشاه مربیگری نمود تا به عنوان مربی تیم ملی امید انتخاب شد و به همراه این تیم به بحرین و عمان سفر کرد. سپس در کنار حشمت مهاجرانی به عنوان مربی تیم ملی جوانان کار کرد و به قهرمانی در آسیا رسید. وی در تیمهای صنایع نظامی و اقبال مربیگری کرد تا اینکه مدرسه فوتبال را بنیان‌گذاری کرد. آموزش درست به رده‌های پایه و سرمایه‌گذاری برای نونهالان اعتقاد همیشگی وی بوده و خود نیز می‌گوید: حسین مبشر رئیس فدراسیون فوتبال ایران در دهه چهل با درآمد حاصل از فروش بلیت بازیها برای نوجوانهایی که در زمین خاکی فوتبال بازی می‌کردند لباس می‌خرید.
فرامرز ظلی مدتی نیز مشاور باشگاه فوتبال سایپای البرز بوده و همچنین از اعضای کمیته فنی تیم پیشکسوتان و سرپرست این تیم می‌باشد.

## فوتبال ایران
توجه به رده پایه و آموزش به دروازه بانان نونهال را از مهم‌ترین مسئله‌های فوتبال ایران می‌داند که کمتر مورد توجه مسولان قرار گرفته است. وی از احمد رضا عابدزاده، ناصر حجازی، منصور رشیدی، عزیز اصلی و ابراهیم میرزاپور به عنوان پنج دروازه‌بان برتر تاریخ فوتبال ایران یاد می‌کند؛ که در این میان از ناصر حجازی بهترین دروازه‌بان قبل از انقلاب و احمد رضا عابدزاده را بهترین دروازه‌بان بعد از انقلاب ایران می‌داند.

## افتخارات

##### پاس
- جام باشگاه‌های تهران: ۴۵–۱۳۴۴
- جام حذفی تهران: ۱۳۴۷
- قهرمانی کشور: ۱۳۴۶ * ۱۳۴۷

##### تاج
- جام باشگاه‌های تهران:۵۰–۱۳۴۹
- جام باشگاه‌های آسیا: ۱۹۷۰
- لیگ ایران: ۱۳۴۹
- جام میلز هندوستان: ۱۹۷۰

#### ملی
- جام اکو: ۱۹۶۵
- جام ملت‌های آسیا: ۱۹۶۸

#### انفرادی
- حضور در المپیک ۱۹۶۴
- مدال نقره بازی‌های آسیایی ۱۹۶۶
- مقام سوم مسابقه‌های ارتش‌های جهان ۱۹۶۹ در یونان[۷]

## قدردانی
در مرداد ماه ۱۳۸۹ در مراسمی که از سوی باشگاه سایپا برگزار شد ، از وی تجلیل شد.
وی به عنوان پیشکسوتی مطرح همیشه در محفلهای ورزشی حضور داشته و در مراسم جشن یکصد سالگی فوتبال ایران نیز به عنوان میهمان ویژه شرکت داشت.